# Гаплогруппа T2d2 (мтДНК)
Гаплогруппа T2d2 — гаплогруппа митохондриальной ДНК человека.

## Субклады
- T2d2a
  - T2d2a1
  - T2d2a2
  - T2d2a3
  -  T2d2a4

## Палеогенетика

### Халколит
Гёксюр
- I8504 | MOS295, Geoksyur 1, 1963, N 139, Tolos "Ц" (ts), IE-10-35 __ Туркменистан __ 3092-2925 calBCE (4400±25 BP, PSUAMS-3986) __ М __ J1 > J-ZS6592 # T2d2.[1]

### Бронзовый век
Шахри-Сухте
- I11472 | 416, Grave 408, Period I (late) phase 8 __ Систан и Белуджистан, Иран __ 2900–2700 BCE (4750 BP) __ Ж __ T2d2.[1]

Езерская культура
- I19457 __ Tell Ezero; Burial no. 1, sample 38 __ Нова-Загора (община), Сливенская область, Болгария __ 2500–2250 BCE (4325±72 BP) __ М __ R1b1a1b1 (R-Z2103) # T2d2.[2]

### Железный век
Новоассирийский период
- I4338 | 65-31-768 (Box 60) __ Хасанлу[англ.] __ Западный Азербайджан, Иран __ 761-479 calBCE (2470±20 BP, PSUAMS-2984) __ Ж __ T2d2.[2]

Уюкская культура (sagly culture)
- ARZ-T18, ARZ-T19 __ Eki-Ottug 1 (kurgan 6) __ Пий-Хемский кожуун, Тыва, Россия __ V century BC __ М __ Q1b1a3 (L330) # T2d2 > T2d2a.[3]

### Античность
Этрурия
- TAQ005 | 191 __ Некрополь Монтероцци __ Тарквиния, Витербо (провинция), Лацио, Италия __ 346–51 BCE __ М __ R1b1a1b1a1a2b1 (L2) # T2d2 > T2d2a*.[4]

Римская империя
- R38 | RMPR-38 __ Изола Сакра[англ.] (SCR; 711) __ Фьюмичино, Лацио, Италия __ 1–400 CE __ Ж __ T2d2.
- R136 | RMPR-136 __ Marcellino & Pietro; C5[англ.] __ Рим, Лацио, Италия __ 300–500 CE __ М __ J-L70 > J-BY242 # T2d2 > T2d2a1a1*.

### Средние века
Мадьяры
- PLE-23 | PLEper23 __ Püspökladány-Eperjesvölgy (grave 23) __ Пюшпёкладань, Хайду-Бихар, Северный Альфёльд, Венгрия __ X век __ М __ E1b1b1a1b1a10b (E-FGC11451*) > E-ZS1176* # T2d2 > T2d2a*.[6]

## Публикации
2019
- Mary L; Zvénigorosky V; Kovalev A; Gonzalez A; Fausser JL; Jagorel F; Kilunovskaya M; Semenov V; Crubézy E; Ludes B; Keyser C. (Апрель 2019). Genetic kinship and admixture in Iron Age Scytho-Siberians. Human Genetics. 138 (4): 411–423. doi:10.1007/s00439-019-02002-y. PMID 30923892.
- Narasimhan V., Patterson N., Moorjani P; et al. (Сентябрь 2019). The formation of human populations in South and Central Asia. Science. 365 (6457): eaat7487. doi:10.1126/science.aat7487. PMC 6822619. PMID 31488661. {{cite journal}}: Явное указание et al. в: |author= (справка)Википедия:Обслуживание CS1 (множественные имена: authors list) (ссылка)
- Antonio ML, Gao Z, Moots HM; et al. (Ноябрь 2019). Ancient Rome: A genetic crossroads of Europe and the Mediterranean. Science. 366 (6466): 708–714. doi:10.1126/science.aay6826. PMC 7093155. PMID 31699931. {{cite journal}}: Явное указание et al. в: |author= (справка)Википедия:Обслуживание CS1 (множественные имена: authors list) (ссылка)

2021
- Posth C, Zaro V, Spyrou MA; et al. (Сентябрь 2021). The origin and legacy of the Etruscans through a 2000-year archeogenomic time transect. Science Advances. 7 (39): eabi7673. doi:10.1126/sciadv.abi7673. PMC 8462907. PMID 34559560. {{cite journal}}: Явное указание et al. в: |author= (справка)Википедия:Обслуживание CS1 (множественные имена: authors list) (ссылка)

2022
- Maróti Z, Neparáczki E, Schütz O; et al. (Июль 2022). The genetic origin of Huns, Avars, and conquering Hungarians. Current Biology. 32 (13): 2858-2870.e7. doi:10.1016/j.cub.2022.04.093. PMID 35617951. {{cite journal}}: Явное указание et al. в: |author= (справка)Википедия:Обслуживание CS1 (множественные имена: authors list) (ссылка)
- Lazaridis I, Alpaslan-Roodenberg S, Acar A; et al. (Август 2022). The genetic history of the Southern Arc: A bridge between West Asia and Europe. Science. 377 (6609): eabm4247. doi:10.1126/science.abm4247. PMID 36007055. {{cite journal}}: Явное указание et al. в: |author= (справка)Википедия:Обслуживание CS1 (множественные имена: authors list) (ссылка)